# 飯川雄大
飯川 雄大（いいかわ たけひろ、1981年 - ）は、日本の現代美術作家。兵庫県西宮市出身。神戸市在住。

## 主な活動
神戸を拠点に国内外で活動する現代美術家。
見るだけでなく、触ったり、動かしたりすることで偶然を生み出すインスタレーション作品を制作。言葉や映像、ダイナミックな装置を使い、知覚の不確かさや見過ごされてきた存在に気付かせる。子供から大人まで鑑賞者の参加により思いがけない場所で新たな体験が創造される独創的かつ実験的なものである。
2022年「同時に起きる、もしくは遅れて気づく」（彫刻の森美術館、神奈川県）や2021年「0人もしくは1人以上の観客に向けて」（千葉市美術館）など、多くの美術館や芸術祭で発表している。
撮影したくても全貌を捉えることができない「デコレータークラブ—ピンクの猫の小林さん」では、現代社会へのユーモラスな提案が話題となっている。

## 作品展覧会

### 個展
- 「デコレータークラブ ショップ」 高松市美術館 ブランチギャラリー、2024年
- 「デコレータークラブ 未来のための定規と縄」霧島アートの森、2023年
- 「デコレータークラブ 同時に起きる、もしくは遅れて気づく」箱根彫刻の森美術館、2022-2023年
- 注目作家紹介プログラム―チャンネル 12「デコレータークラブ─メイクスペース、ユーズスペース」兵庫県立美術館、2022年
- 「どこかで？ゲンビ ビデオアート編」広島市現代美術館・鶴見分室101、2021 年
- 「つくりかけラボ04 デコレータークラブ ─0人もしくは1人以上の観客に向けて」千葉市美術館、2021年
- 「ハイライトシーン」ギャラリートラック 京都、2021年
- 「KAAT アトリウム映像プロジェクト vol.15 飯川雄大」KAAT 神奈川芸術劇場、2020年
- 「デコレータークラブ ─知覚を拒む」高松市美術館、2020年
- 「デコレータークラブ ─ピンクの猫の小林さん─」並木クリニック 神奈川、2020
- 「Decoratorcrab ─Mr. Kobayashi, The Pink CAT─ Park Lane in Taichung City」台中市西區公益路68號（台湾）、2020年
- 「デコレータークラブ ─遠近の設計図─ 県北芸術村推進事業交流型アートプロジェクト 2019」 高萩市秋山中学校、高萩市高萩中学校、高萩市松岡中学校（茨城）、2020年
- 「デコレータークラブ ─ 0人もしくは 1人以上の観客に向けて」Art Center Ongoing（東京）、2019年
- 「A-Lab Exhibiton Vol.16 飯川雄大 デコレータークラブ 配置・調整・周遊」あまらぶアートラボ A-Lab 兵庫、2018年

- 「ひとりはみんなのために」HOTEL ANTEROOM KYOTO GALLERY 9.5（京都）、2016年
- 「デコレータークラブ─衝動とその周辺にあるもの」塩屋東市民公園（兵庫）、2015年
- 「ハイライトシーン」高架下スタジオ Site-A ギャラリー  神奈川、2015年
- 「飯川雄大｜遭遇するとき（たいけんびじゅつかん特別展）」滋賀県立近代美術館ギャラリー、2013年

### グループ展
- 「アートって、なに？ ～ミュージアムで過ごす、みる・しる・あそぶの夏やすみ」鳥取県立博物館、2024年
- 「日常アップデート」東京都渋谷公園通りギャラリー、2024年
- 「感覚の領域今、『経験する』ということ」国立国際美術館、2022年
- 「すみだ向島 EXPO2021」京島エリア・元お茶屋  東京、2021年
- 「AFTERGLOW─光の破片をつかまえる」ヨコハマトリエンナーレ2020　PLOT 48、2020年
- 「美術館の七燈」広島市現代美術館、2019年
- 「六本木クロッシング2019展：つないでみる」森美術館、2019年
- 「まなざしのスキップ」札幌文化芸術交流センター SCARTS、2019年
- 「ゲンビどこでも企画公募 2017」広島市現代美術、2017年
- 「六甲ミーツ・アート 芸術散歩 2016」六甲有馬ロープウェー 六甲山頂駅（兵庫）、2016年
- 「デコレータークラブ ─衝動とその周辺にあるもの─ シオヤプロジェクト」塩屋東市民公園 （兵庫）、2016年
- 「ROLE PLAY」スハラビル 202号室 大阪、2016年
- 「現代における信仰とは？私の神さま｜あなたの神さま」成安造形大学【キャンパスが美術館】、2014年
- 「テラトテラアートプロジェクト ─シビックプライド─」三鷹市周辺（東京）、2014年
- 「Once was Now, Now is Over, Yet will Come」Platform China（香港）、2013 年
- 「NIPPON-ISMES」Galerie DA-END（パリ）、2012 年
- 「Rendezvous09」Institut d'art contemporain,Villeurbane（リヨン）、2009 年
- 「宮沢賢治の贈りものしあわせを旅する方法一」三菱地所アルティアム（福岡）、2009 年
- 「淡路島アートフェスティバル 2007」日の出亭（兵庫）、2007 年

## 受賞歴等
- 神戸市文化奨励賞[2]、2023年
- 兵庫県芸術奨励賞[3]、2022年
- ゲンビどこでも企画公募展 高嶺格賞[4]、広島市現代美術館、2017年
- GRANTS AND AWARDS 2002 'Young Video Artists Initiative' 入選（西原輝との共同制作）、審査員：デヴィッド・エリオット、森美術館、2002年

## パブリックコレクション
- 広島市現代美術館
- 高松市美術館

## 主な作品集・図録
- 飯川雄大 デコレータークラブ　せんだいメディアテーク 赤々舎、2024年　ISBN 978-4-86541-183-6
- 飯川雄大 デコレータークラブ　同時に起きる、もしくは遅れて気づく　彫刻の森美術館